# Strings & Trombones
Strings & Trombones è un  album di Bob Brookmeyer e Bud Shank pubblicato nel 1956 dalla
Pacific Jazz Records. I primi cinque brani erano già apparsi nell'album del 1954 Bud Shank & Bob Brookmeyer pubblicato dalla stessa casa discografica.

## Tracce
Lato A
Bud Shank & Bob Brookmeyer with Strings
1. Low Life – 3:56 (Johnny Mandel)
2. With the Wind and the Rain in Your Hair (Clara Edwards, Jack Lawrence)
3. You Are Too Beautiful (Richard Rodgers)
4. When You Lover Has Gone (Einar Aaron Arlen)
5. Rustic Hop (Bob Brookmeyer)

Lato B
Bud Shank and Three Trombones
1. Wailing Vessel – 2:43 (Bob Cooper)
2. Cool Fool – 3:23 (Bob Cooper)
3. Little Girl Blue – 3:18 (Lorenz Hart, Richard Rodgers)
4. Sing Something Simple – 2:37 (Herman Hupfield)
5. You Don't Know What Love Is – 4:18 (Gene DePaul, Don Raye)
6. Valve in Head – 3:12 (Bud Shank)

## Musicisti
Nei brani lato A
- Bob Brookmeyer - trombone
- Bud Shank - sassofono alto
- Claude Williamson - pianoforte
- Buddy Clark - contrabbasso
- Joe Mondragon - contrabbasso
- Larry Bunker - batteria
- Russ Garcia - arrangiamenti

Nei brani lato B
- Bud Shank - sassofono alto
- Claude Williamson - pianoforte
- Bob Enevoldsen - trombone
- Maynard Ferguson - trombone
- Stu Williamson - trombone
- Joe Mondragon - contrabbasso
- Shelly Manne - batteria
- Bob Cooper - arrangiamenti